# Gianluca Comotto
Gianluca Comotto (Ivrea, 16 ottobre 1978) è un dirigente sportivo ed ex calciatore italiano, di ruolo difensore.

## Biografia
Ha un figlio, Christian, nato nel 2008 e che ha intrapreso a sua volta la carriera da calciatore, annoverando convocazioni nelle nazionali giovanili italiane.

## Carriera

### Giocatore

#### Gli esordi
Cresce calcisticamente nelle giovanili dell'Ivrea, con la quale esordisce nel Campionato Nazionale Dilettanti giocando 1 partita nel 1994-1995; l'annata seguente disputa 22 incontri segnando 1 rete. A fine anno si trasferisce alla Biellese-Vigliano con la quale colleziona 30 presenze, vincendo prima il torneo e poi lo Scudetto Dilettanti battendo in finale l'Astrea di Roma. Al termine della stagione viene ingaggiato dal Torino.

#### Torino e Vicenza
Con il club granata debutta tra i professionisti in Serie B, nella stagione 1997-98, giocando 4 partite e segnando 1 gol. Nel 1998-99 gioca 8 incontri in campionato, mentre con la squadra Primavera nel 1998 vince il Torneo di Viareggio, battendo per 2-0 i brasiliani dell'Irineu, e la Coppa Italia di categoria.
Nel 1999-00 gioca nel Vicenza collezionando 22 presenze e contribuendo alla promozione in Serie A della squadra veneta. La stagione successiva esordisce in Serie A il 1º ottobre 2000, nella trasferta del Meazza contro il Milan (2-0); nel prosieguo del torneo mette assieme 25 partite condite da 3 reti.
Torna al Torino, neopromosso in Serie A, nel 2001-2002, dove gioca 27 incontri segnando 2 reti; nel 2002-2003 totalizza 20 presenze, coi granata che a fine anno retrocedono nuovamente in cadetteria.

#### Fiorentina, Reggina e Ascoli
Nel 2003-04 inizia la stagione nelle file della Fiorentina, sempre in Serie B, giocando 15 partite; a gennaio passa alla Reggina tornando così in massima serie, disputando 14 incontri. A fine campionato è di nuovo al Torino, ancora in B, con cui colleziona 37 presenze segnando 1 gol, e con cui festeggia la promozione in A.
Svincolato nella stagione 2005-06 per i problemi societari del club sabaudo, sottoscrive un contratto triennale con la Roma che nella stessa sessione di mercato lo cede in prestito all'Ascoli, in Serie A. Con la squadra marchigiana è autore di un buon campionato giocando 31 partite e mettendo a segno 2 reti. L'annata successiva, dopo essere rientrato alla Roma, viene ceduto in comproprietà ancora una volta al club granata per 700.000 euro.

#### I ritorni a Torino e Firenze
Nella sfida contro l'Empoli del 3 dicembre 2006, giorno del centenario del Torino, regala la vittoria alla squadra piemontese (per 1-0) con un gol da fuori area all'88º minuto; termina la stagione con 35 presenze e 3 reti. L'ottima annata disputata in maglia granata gli vale il riscatto completo della comproprietà, per 1,5 milioni di euro, da parte della società torinese. Diventa capitano nella stagione 2007-2008 (fascia poi toltagli in favore di Rosina, dopo la richiesta di essere ceduto a gennaio alla Fiorentina). Dopo la gara con l'Udinese, gli viene rilevata una distorsione al ginocchio destro con interessamento ai legamenti, che di fatto decreta la fine anticipata del suo campionato: gioca 23 partite segnando 1 rete, e nonostante l'infortunio disputa un buon torneo.
Il 5 luglio 2008 viene acquistato dalla Fiorentina per 4,5 milioni di euro, grazie anche alla volontà del giocatore di vestire la maglia viola. L'adattamento al nuovo club è subito difficile a causa di un brutto infortunio che porta la società a escluderlo dalla lista per la Champions League. L'esordio in campionato con il sodalizio toscano avviene il 21 settembre 2008, nella partita casalinga col Bologna (1-0); fa poi il suo debutto in Champions nella partita d'andata dei preliminari contro lo Sporting Lisbona, giocata il 18 agosto 2009 allo stadio José Alvalade.

#### Cesena e Perugia
Il 9 luglio 2011 firma un contratto biennale con il Cesena; durante la sua esperienza professionale in Romagna completa gli studi universitari, laureandosi in scienze economiche. Rimane tra le file romagnole anche dopo la retrocessione in Serie B, siglando la sua prima rete in maglia bianconera il 1º ottobre 2012 nella sfida vinta per 2-0 contro il Varese.
L'8 luglio 2013 viene ufficializzato il suo passaggio al Perugia, in Prima Divisione, diventando al contempo il nuovo capitano della squadra biancorossa. Con gli umbri vince subito il campionato, conquistando l'approdo in Serie B e, a fine torneo, anche la Supercoppa di Prima Divisione. Il 3 febbraio 2016 annuncia il suo ritiro dal calcio giocato.

### Dirigente
Il 3 febbraio 2016 entra a far parte dello staff dirigenziale del Perugia nel ruolo di club manager. Nel novembre dello stesso anno ottiene l'abilitazione a direttore sportivo. Nel settembre 2017 diventa capo scouting della Fiorentina e, nel gennaio 2020, responsabile delle giovanili della società viola.
Il 20 agosto 2020 fa ritorno al Perugia in veste di direttore generale. Sotto il suo mandato la società umbra, neoretrocessa in Serie C, riconquista immediatamente la Serie B vincendo il proprio girone, mentre l'anno seguente la squadra chiude il campionato cadetto raggiungendo la qualificazione ai play-off. Lascia per la seconda volta il club perugino il 19 maggio 2022.

## Statistiche

### Presenze e reti nei club
| Stagione          | Squadra           | Campionato        | Campionato | Campionato | Coppe nazionali | Coppe nazionali | Coppe nazionali | Coppe europee | Coppe europee | Coppe europee | Altre coppe | Altre coppe | Altre coppe | Totale | Totale |
| Stagione          | Squadra           | Comp              | Pres       | Reti       | Comp            | Pres            | Reti            | Comp          | Pres          | Reti          | Comp        | Pres        | Reti        | Pres   | Reti   |
| ----------------- | ----------------- | ----------------- | ---------- | ---------- | --------------- | --------------- | --------------- | ------------- | ------------- | ------------- | ----------- | ----------- | ----------- | ------ | ------ |
| 1994-1995         | Ivrea             | CND               | 1          | 0          | -               | -               | -               | -             | -             | -             | -           | -           | -           | 1      | 0      |
| 1995-1996         | Ivrea             | CND               | 22         | 1          | -               | -               | -               | -             | -             | -             | -           | -           | -           | 22     | 1      |
| Totale Ivrea      | Totale Ivrea      | Totale Ivrea      | 23         | 1          |                 | -               | -               |               | -             | -             |             | -           | -           | 23     | 1      |
| 1996-1997         | Biellese-Vigliano | CND               | 30         | 0          | -               | -               | -               | -             | -             | -             | -           | -           | -           | 30     | 0      |
| 1997-1998         | Torino            | B                 | 4          | 1          | CI              | 0               | 0               | -             | -             | -             | -           | -           | -           | 4      | 1      |
| 1998-1999         | Torino            | B                 | 8          | 0          | CI              | 3               | 0               | -             | -             | -             | -           | -           | -           | 11     | 0      |
| 1999-2000         | Vicenza           | B                 | 22         | 0          | CI              | 0               | 0               | -             | -             | -             | -           | -           | -           | 22     | 0      |
| 2000-2001         | Vicenza           | A                 | 25         | 3          | CI              | 2               | 0               | -             | -             | -             | -           | -           | -           | 27     | 3      |
| Totale Vicenza    | Totale Vicenza    | Totale Vicenza    | 47         | 3          |                 | 2               | 0               |               | -             | -             |             | -           | -           | 49     | 3      |
| 2001-2002         | Torino            | A                 | 27         | 2          | CI              | 2               | 0               | -             | -             | -             | -           | -           | -           | 29     | 2      |
| 2002-2003         | Torino            | A                 | 20         | 0          | CI              | 2               | 0               | Int           | 2             | 1             | -           | -           | -           | 24     | 1      |
| 2003-gen. 2004    | Fiorentina        | B                 | 15         | 0          | CI-C            | 1               | 0               | -             | -             | -             | -           | -           | -           | 16     | 0      |
| gen.-giu. 2004    | Reggina           | A                 | 14         | 0          | CI              | -               | -               | -             | -             | -             | -           | -           | -           | 14     | 0      |
| 2004-2005         | Torino            | B                 | 35+2       | 1          | CI              | 7               | 0               | -             | -             | -             | -           | -           | -           | 44     | 1      |
| 2005-2006         | Ascoli            | A                 | 31         | 2          | CI              | -               | -               | -             | -             | -             | -           | -           | -           | 31     | 2      |
| 2006-2007         | Torino            | A                 | 35         | 3          | CI              | 2               | 0               | -             | -             | -             | -           | -           | -           | 37     | 3      |
| 2007-2008         | Torino            | A                 | 23         | 1          | CI              | 3               | 1               | -             | -             | -             | -           | -           | -           | 26     | 2      |
| Totale Torino     | Totale Torino     | Totale Torino     | 152+2      | 8          |                 | 19              | 0               |               | 2             | 1             |             | -           | -           | 175    | 9      |
| 2008-2009         | Fiorentina        | A                 | 28         | 0          | CI              | 1               | 0               | UCL+CU        | -             | -             | -           | -           | -           | 29     | 0      |
| 2009-2010         | Fiorentina        | A                 | 26         | 0          | CI              | 2               | 0               | UCL           | 8             | 0             | -           | -           | -           | 36     | 0      |
| 2010-2011         | Fiorentina        | A                 | 20         | 0          | CI              | 2               | 0               | -             | -             | -             | -           | -           | -           | 22     | 0      |
| Totale Fiorentina | Totale Fiorentina | Totale Fiorentina | 89         | 0          |                 | 6               | 0               |               | 8             | 0             |             | -           | -           | 103    | 0      |
| 2011-2012         | Cesena            | A                 | 28         | 0          | CI              | 1               | 0               | -             | -             | -             | -           | -           | -           | 29     | 0      |
| 2012-2013         | Cesena            | B                 | 31         | 2          | CI              | 1               | 0               | -             | -             | -             | -           | -           | -           | 32     | 2      |
| Totale Cesena     | Totale Cesena     | Totale Cesena     | 59         | 2          |                 | 2               | 0               |               | -             | -             |             | -           | -           | 61     | 2      |
| 2013-2014         | Perugia           | 1D                | 27         | 0          | CI+CI-LP        | 1+0             | 0               | -             | -             | -             | SdL-1D      | 0           | 0           | 28     | 0      |
| 2014-2015         | Perugia           | B                 | 27         | 0          | CI              | 2               | 0               | -             | -             | -             | -           | -           | -           | 17     | 0      |
| 2015-2016         | Perugia           | B                 | 6          | 0          | CI              | 1               | 0               | -             | -             | -             | -           | -           | -           | 7      | 0      |
| Totale Perugia    | Totale Perugia    | Totale Perugia    | 60         | 0          |                 | 4               | 0               |               | -             | -             |             | -           | -           | 64     | 0      |
| Totale carriera   | Totale carriera   | Totale carriera   | 507        | 16         |                 | 33              | 1               |               | 10            | 1             |             | 0           | 0           | 550    | 18     |

## Palmarès

### Club

#### Competizioni giovanili
- Coppa Italia Primavera: 1

Torino: 1998-1999
- Torneo di Viareggio: 1

Torino: 1998

#### Competizioni nazionali
- Campionato italiano di Serie B: 1

Vicenza: 1999-2000
- Lega Pro Prima Divisione: 1

Perugia: 2013-2014 (girone B)
- Supercoppa di Lega di Prima Divisione: 1

Perugia: 2014
- Scudetto Dilettanti: 1

Biellese-Vigliano: 1996-1997